# سیکایانا

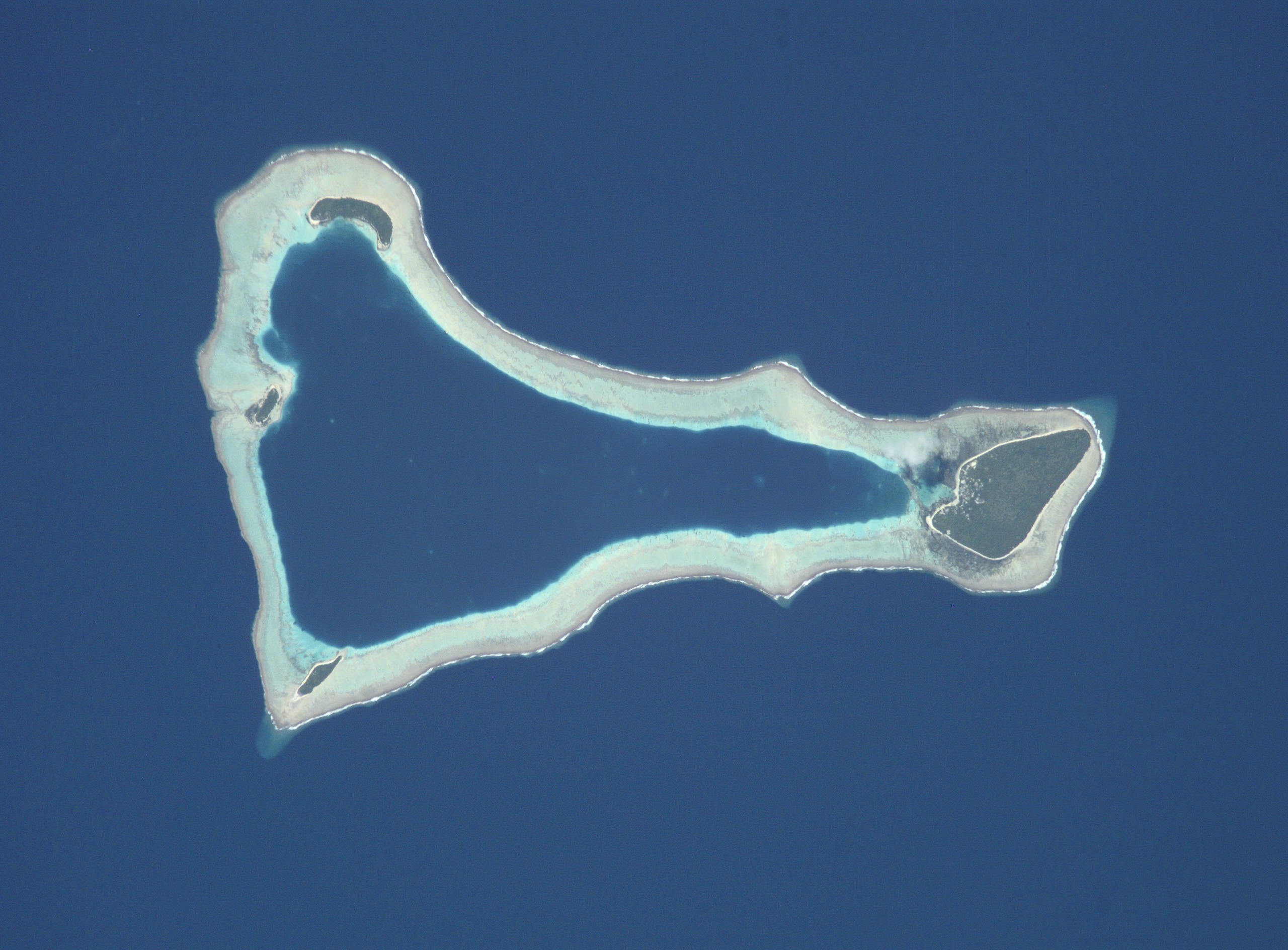
تصویر ناسا ازجزیره سیکاینا

سیکاینا (به انگلیسی: Sikaiana) سابقاً (Stewart Islands) جزیره ای مرجانی در اقیانوس آرام جنوبی و یکی از بخش های جزایر سلیمان است.